# 日斯卡罗
日斯卡罗（法語：Giscaro，法語發音：[ʒiskaʁo]）是法国热尔省的一个市镇，属于欧什区。

## 地理
日斯卡罗（43°36'27"N, 0°55'43"E）面积5.4 平方千米，位于法国奧克西塔尼大區热尔省，该省份为法国西南部内陆省份，北起顺时针与洛特-加龙省、塔恩-加龙省、上加龙省、上比利牛斯省、大西洋比利牛斯省和朗德省接壤。
与日斯卡罗接壤的市镇（或旧市镇、城区）包括：蒙费朗萨韦斯、弗雷古维尔、日蒙、莫朗。

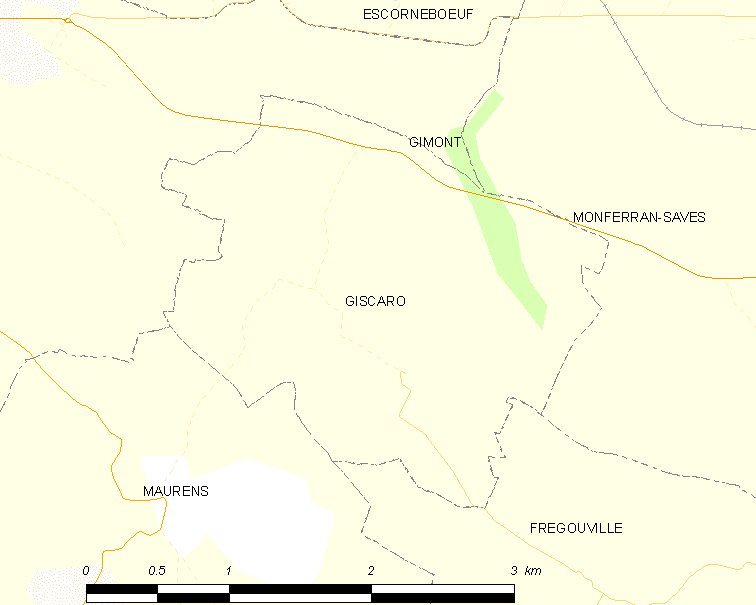
日斯卡罗的OSM定位图

日斯卡罗的时区为UTC+01:00、UTC+02:00（夏令时）。

## 行政
日斯卡罗的邮政编码为32200，INSEE市镇编码为32148。

## 政治
日斯卡罗所属的省级选区为日莫讷-阿拉茨县。

## 人口

1962-2008年间日斯卡罗人口变化图示

日斯卡罗于2022年1月1日时的人口数量为91人。